# ازدنیک هروشکا
ازدنیک هروشکا (انگلیسی: Zdeněk Hruška؛ زادهٔ ۲۵ ژوئیهٔ ۱۹۵۴) بازیکن سابق و مربی فوتبال اهل چکسلواکی است.
از باشگاه‌هایی که در آن بازی کرده‌است می‌توان به باشگاه فوتبال بوهمیانس ۱۹۰۵، باشگاه فوتبال اسلاویا پراگ، باشگاه فوتبال آدمیرا واکر مودلینگ، و باشگاه فوتبال ویرا اشاره کرد.
وی همچنین در تیم ملی فوتبال چکسلواکی بازی کرده‌است.